# Комендант Петро Васильович
Петро Васи́льович Коменда́нт (рум. Petru Comendant, 18 червня 1932) — молдавський, радянський і російський дипломат.

## Біографія
Народився 18 червня 1932 року в Кишинеу 
З 1975 по 1981 рр. — радник посольства СРСР у Франції.
З 1981 по 1989 рр. — міністр закордонних справ Молдавської РСР.
З 23 серпня 1990 по 11 січня 1994 рр. — Надзвичайний і Повноважний Посол СРСР, згодом (з 1991) РФ в Руанді. Депутат парламенту Молдавської РСР.

## Дипломатичний ранг
Радник I класу.